# Nicèfor Comnè
|  | No s'ha de confondre amb Nicèfor Comnè (germà d'Aleix I). |

Nicèfor Comnè (grec medieval: Νικηφόρος Κομνηνός, Nikiforos Komninós; nascut cap al 970 i mort després del 1026/1027) fou un capitost de l'Imperi Romà d'Orient durant els regnats de Basili II (r. 976-1025) i Constantí VIII (r. 1025-1028). Fou governador de la regió armènia de Baspracània i és un dels primers membres documentats de la família dels Comnens, que acabaria ocupant el tron entre el 1081 i el 1185.

## Biografia
Nicèfor Comnè és un dels primers membres documentats de la família dels Comnens, però no se sap res sobre els primers anys de la seva vida ni se'n coneix la relació exacta amb la branca principal de la nissaga, que acabaria donant peu a la dinastia imperial. Segons l'acadèmic grec Konstandinos Varzós, hauria nascut cap al 970 i hauria estat el germà petit del patriarca de la família dels Comnens, Manuel Eròtic Comnè, cosa que no es pot ni demostrar ni descartar amb certesa.
Apareix a les fonts per primera vegada cap al 1022, poc després que el rei de Baspracània, Senaquirim-Joan Arzeruni, veient-se incapaç de mantenir a ratlla els seus veïns musulmans, cedís el seu regne a l'emperador romà Basili II a canvi d'extenses terres i el càrrec de governador del tema de Sebaste. En un primer moment, Basili II deixà la nova província en mans de Basili Argir, que ben aviat hagué de ser rellevat per la seva incompetència. El protoespatari Nicèfor Comnè fou elegit per succeir a Basili Argir com a governador (estrateg o catepà) i ràpidament imposà l'autoritat romana al territori. Segons l'historiador armeni Aristakès de Lastiver, contemporani seu, Nicèfor conquerí el principat d'Artxeix, situat a la riba septentrional del llac Van, i l'incorporà a la seva província. Tanmateix, l'historiador àrab cristià Yahya d'Antioquia, que també visqué en aquest període, atribueix la gesta al mateix emperador Basili II.
Nicèfor Comnè es mantingué com a estrateg de Baspracània quan Basili II morí i fou succeït pel seu germà, Constantí VIII, però el 1026 fou rellevat del càrrec per deslleialtat i portat a Constantinoble, on fou cegat. Hi ha dues versions diferents del context: el cronista romà Joan Escilitzes relata que Nicèfor exigí a les seves tropes que li prometessin el seu suport per escrit amb la intenció de fer-ho servir contra els estats turcs veïns, però Constantí s'ho prengué com un intent de crear una força lleial a la seva persona. Escilitzes disputa la veracitat d'aquestes acusacions i culpa Constantí VIII de ser massa desconfiat. Segons Aristakès, en canvi, Nicèfor hauria mantingut contactes amb el rei Jordi I de Geòrgia (r. 1014-1027) amb la intenció de trair Constantí, sia per proclamar-se emperador o per convertir Baspracània en un regne independent. Tanmateix, les tropes de Capadòcia haurien descobert el complot, haurien capturat Nicèfor i l'haurien enviat a Constantinoble, on Constantí VIII hauria estudiat minuciosament els fets i, una vegada convençut de la seva culpabilitat, l'hauria fet cegar l'any següent juntament amb vuit companys seus.
No se sap res sobre la resta de la seva vida, la data de la seva mort, ni els seus eventuals descendents.